# Albion, Illinois
Albion là một thành phố thuộc quận Edwards, tiểu bang Illinois, Hoa Kỳ. Năm 2010, dân số của thành phố này là 1988 người.

## Dân số
Dân số qua các năm:
- Năm 2000: 1933 người.
- Năm 2010: 1988 người.